# Tine Van Rompuy
Pour les articles homonymes, voir Van Rompaey.
Christine Francine Wilhelmina (dite Tine) Van Rompuy, née le 28 août 1955 à Louvain, est une femme politique belge flamande. Elle est infirmière et syndicaliste, membre du Parti du travail de Belgique (PTB).

## Biographie
Elle est la sœur de Herman Van Rompuy, ancien premier ministre belge et premier président permanent du Conseil européen, et du politicien flamand Eric Van Rompuy.
Détentrice du diplôme d'infirmière psychiatrique depuis 1977, elle a travaillé en tant que telle de 1977 à 1995 au centre psychosocial des Frères de la Charité à Louvain. À partir de 2004, elle est infirmière en chef au service central de transport des malades à l'hôpital universitaire Gasthuisberg de Louvain.[réf. nécessaire]
Elle est déléguée de la centrale syndicale chrétienne LBC.
En 2009, elle participe à l'élaboration d'une affiche électorale du PTB montrant son frère, Herman Van Rompuy, alors premier ministre, en costume de clown, sous le slogan « Halte au cirque politique ». Depuis cette campagne « nez rouges », son frère ne lui parlerait plus. Elle est troisième candidate sur la liste néerlandophone du parti aux élections européennes et deuxième sur la liste du Brabant flamand aux régionales, recueillant un score d'estime de 6337 voix de préférence à l'Europe et le meilleur score – 1651 suffrages – à la région.
En 2010, elle conduit la liste néerlandophone du Sénat, où elle décroche 12501 voix de préférence.
Le 1er décembre 2013, en vue des élections du 25 mai 2014, elle rejoint officiellement le PTB, sur les listes électorales duquel elle avait déjà figuré à plusieurs reprises en tant que candidate indépendante ou d'ouverture. Selon Pascal Delwit, elle est en fait membre du PTB « de très longue date »,.
Selon un communiqué du PTB, elle est pour la levée d'un impôt sur les millionnaires (qui serait appliqué à tous ceux qui possèdent un million d'euros et plus), l'établissement d'une circonscription fédérale et l'instauration de soins de santé abordables,.